# Moviment veïnal de Sants, Hostafrancs i la Bordeta
El moviment veïnal de Sants, Hostafrancs i la Bordeta va ser un important actor en les lluites antifranquista i pel dret a la ciutat a Barcelona. En concret, les seves reivindicacions van servir per introduir importants canvis en el Pla Comarcal o Pla General Metropolità de Barcelona, aprovat en primera instància el 29 de març de 1974 i, definitivament, el 15 de juliol de 1976.
En certa manera, el Centre Social de Sants va liderar aquest moviment. L'exposició i la revista Cop d'ull a Sants van suposar la posada en escena del moviment. En aquestes, es proposaren una sèrie de canvis i necessitats en qüestions com habitatge, espai públic, escoles, sanitat, saguretat i centres per a jovas, entre altras. Després del cicle de mobilitzacions iniciat a principis dels setanta i que perduraren durant els primers ajuntaments democràtics, el moviment aconseguí materialitzar moltes de les demandes recollides a Cop d'ull a Sants.
Espais com la Plaça de Sants, la biblioteca del Vapor Vell, Can Batlló, Cotxeres de Sants o el parc de L'Espanya Industrial avui podrien tenir usos completament diferents.

## Els anys setanta

### Explosió al carrer Ladrilleros
A l'any 1972 va haver una explosió de gas en un bloc de pisos al carrer Ladrilleros (avui Rajolers). Van morir 14 persones i 65 es van quedar sense habitatge.

### Cop d'ull a Sants
Va ser una iniciativa del Centre social de Sants que va consistir en primera instància en una exposició feta amb més de quaranta plafons que explicaven la situació urbanística del barri i les principals reivindicacions veïnals. Cop d'ull a Sants també donà títol a una publicació escrita que recollia els continguts de l'exposició.

### Campanya "Salvem Sants dia a dia, ni pas elevat ni museu del tramvia"
Amb aquest l'eslògan el moviment va promoure una campanya que aconseguí evitar la construcció d'un pas elevat a l'actual Plaça de Sants. Aquesta fita fou molt important perquè esperonà altres mobilitzacions similars a barris d'arreu de Barcelona, a partir de la consecució de la plaça en detriment d'una infraestructura que hagués multiplicat el soroll i el trànsit rodat. Per altra banda, en comptes d'un museu del tramvia, en el mateix espai s'hi va fer el Centre Cívic Cotxeres de Sants, que és co-gestionat per l'Ajuntament de Barcelona i el Secretariat d'Entitats de Sants, Hostafrancs i La Bordeta.

## Fites i conquestes[calcitació]

### Plaça de Sants
Plaça de Sants. La primera idea prevista al PGM era fer un pas elevat per la circulació dels cotxes, però gràcies a diferents accions del moviment veïnal va acabar sent la plaça que és avui.

### Espanya Industrial
A l'Espanya Industrial avui podrien haver-hi pisos i ser un espai privat. En comptes d'això, la voluntat popular exigí la construcció d'un parc i un poliesportiu, que es materialitzaren als anys 80, així com altres equipaments com el punt d'informació juvenil i la llar d'infants..

### Vapor Vell
L'edifici del Vapor Vell havia de ser destinat a la construcció d'un centre comercial. Des de finals dels anys 90, allà hi funciona una biblioteca, tal com va demandar el moviment veïnal local. Al mateix edifici s'ubica també l'escola Barrufet.

### Cotxeres de Sants
Cotxeres de Sants és avui un centre cívic co-gestionat entre el Secretariat d'Entitats de Sants, Hostafrancs i La Bordeta i l'Ajuntament de Barcelona.

### Can Batlló
Can Batlló es un espai autogestionat per les i els usuaris. Consta de més de 5.000 metres quadrats on hi ha diferents sales i espais destinades a una biblioteca, un auditori, un bar, un rocòdrom, una fusteria, un hort urbà o l'arxiu de moviments socials, entre altres usos.